# POSEIDON-1
POSEIDON-1は、深田サルベージ建設の多目的作業船。海底資源調査を目的としており、この種の特殊船を日本の民間企業が保有するのは初めてである。

## 船歴
神例造船で建造され、2015年2月10日に進水、2015年6月30日に竣工。
竣工後は、海底地質調査を中心に運行されており、2017年2月には沖縄県のキャンプ・シュワブ沖（辺野古拡張工事）において海底ボーリング調査に従事している事が報道された。

## 設計
主機関は、直列6気筒の新潟原動機6L28 AHXディーゼルエンジン（単機出力3,000馬力）2基、推進器は同社のアジマススラスターであるZP-41CPを2軸備えている。またバウスラスター（15.0トン）も2基備えている。電源としては、ヤンマー6EY18ALW主発電機（1,088馬力）4基および三井カミンズ6CT8.3D非常用発電機（190馬力）1基を備えている。
定点保持が求められる掘削中には、これらはグローバル・ポジショニング・システムと連動した自動船位保持システム（DPS）によって自動制御されるが、このDPSとしてはコングスベルグ社のDP-IIが用いられている。アジマススラスターを用いていることもあり、操舵装置としてはジョイスティックが用いられる。なお本船のブリッジコンソールは、作業の特殊性を考慮して、日本無線によって新規開発された。

## 装備
船体中央に5.5メートル四方のムーンプールを設けており、ここから調査・掘削用機材の投入・揚収を行うことができる。その脇に建てられた櫓が、本船の外見上の特徴となっている。これは甲板からの高さ30メートル、ツイン・ラム・ホイスト・デリックGMTR150と称される掘削リグの一部を構成している。最大引張力は150トン、長さ9メートルのドリル・パイプを継ぎ足すことで、水深3,000メートルの海底から、更に150メートルの深さまで掘り下げることができる。また右舷側には、ジェブセン・アンド・ジェッセン社製の大型クレーンを備えている。これは船体の動揺に対して安定化できるAHC（Active Heave Compensated）機能を備えており、最大力量は50トンである。これにより、水深2,500メートルの海底に20トンの資機材の設置が可能となる。船尾甲板には、関連資機材の保管などのための輸送コンテナの搭載スペースが確保されている。
また作業支援および海洋調査のため、本船にはROVの運用が可能である。機種としてはカナダISE社のHYSUB 50-3000型が採用され、社内では「はくようS-3000」と称されている。稼働水深3,000メートル、6基の水中カメラを備えている。船橋構造物直後の左舷側に設けられたUフレームクレーンによって着水・揚収が行われる。